# 克洛艾·瓦伦蒂尼
克洛艾·瓦伦蒂尼（法語：Chloé Valentini，1995年4月19日—），旧姓布凯（Bouquet），法国女子手球运动员。她曾代表法国国家队参加2020年夏季奥林匹克运动会女子手球比赛，结果获得一枚金牌。